# آگزبرگ (آرکانزاس)
آگزبرگ (به انگلیسی: Augsburg) یک منطقهٔ مسکونی در ایالات متحده آمریکا است که در شهرستان پوپ، آرکانزاس واقع شده‌است.